# Túnel de base de Zimmerberg
El túnel de base de Zimmerberg es un túnel ferroviario suizo. Tiene una longitud de aproximadamente 20 km, forma parte del proyecto AlpTransit y conecta Zúrich y Zug.
Forma parte del eje San Gotardo del proyecto AlpTransit que permite la conexión ferroviaria norte-sur a baja altura a través de los Alpes suizos.
El proyecto estaba dividido en dos partes. La primera, de aproximadamente 10 km, ya se encuentra habilitada al tránsito desde 2003 y conecta Zúrich (al norte) y Thalwil (al sur). Fue construido como parte del programa Rail 2000.
La segunda parte del túnel nace como una ramificación de la primera junto a la boca sur, en Nidelbad (cerca de Thalwil) y continúa hacia el sur hasta Zug.